# Renodes eupithecioides
Renodes eupithecioides là một loài bướm đêm trong họ Erebidae.